# Säby kyrka, Västmanland
Säby kyrka är en kyrkobyggnad som tillhör Hallstahammar-Kolbäcks församling i Västerås stift. Kyrkan ligger vid stranden av Freden som är en vik av Mälaren.

## Kyrkobyggnaden
Stenkyrkan uppfördes mellan 1290 och 1310. Från början bestod kyrkan av ett långhus och under 1300-talet och 1400-talet tillkom vapenhus och sakristia. 1450 byttes kyrkorummets tunnvalv ut mot tegelvalv.  
Över långhuset finns 26 medeltida takstolar, som troligen är från 1300-talet. I vapenhuset är fyra av de fem takstolarna senmedeltida, medan sakristian saknar medeltida delar i taklaget.
En fristående klockstapel är från 1700-talet. I stapeln hänger två klockor från medeltiden.

## Inventarier
- Dopfunten är troligen från mitten av 1100-talet.
- En Mariabild är från tiden 1630-1650.
- En välbevarad predikstol är tillverkad 1680 av Fläckebosnickaren Erik Nilsson.

### Orgel
- 1856 byggde Johan Eriksson, Arboga en orgel med 7 stämmor, en manual och bihängd pedal.
- Den nuvarande orgeln byggdes 1901 av Thorsell & Erikson, Göteborg. Orgeln är mekanisk med rooseweltlådor och har fasta kombinationer.

| Manual            | Pedal            | Koppel  |
| Borduna 16´       | Subbas 16´ (tr)  | Man/Ped |
| Principal 8'      | Koralbas 4' (tr) |         |
| Rörflöjt 8'       |                  |         |
| Salicional 8'     |                  |         |
| Oktava 4'         |                  |         |
| Flöjt harmonik 4' |                  |         |
| Oktava 2'         |                  |         |
| Trumpet 8'        |                  |         |

## Galleri

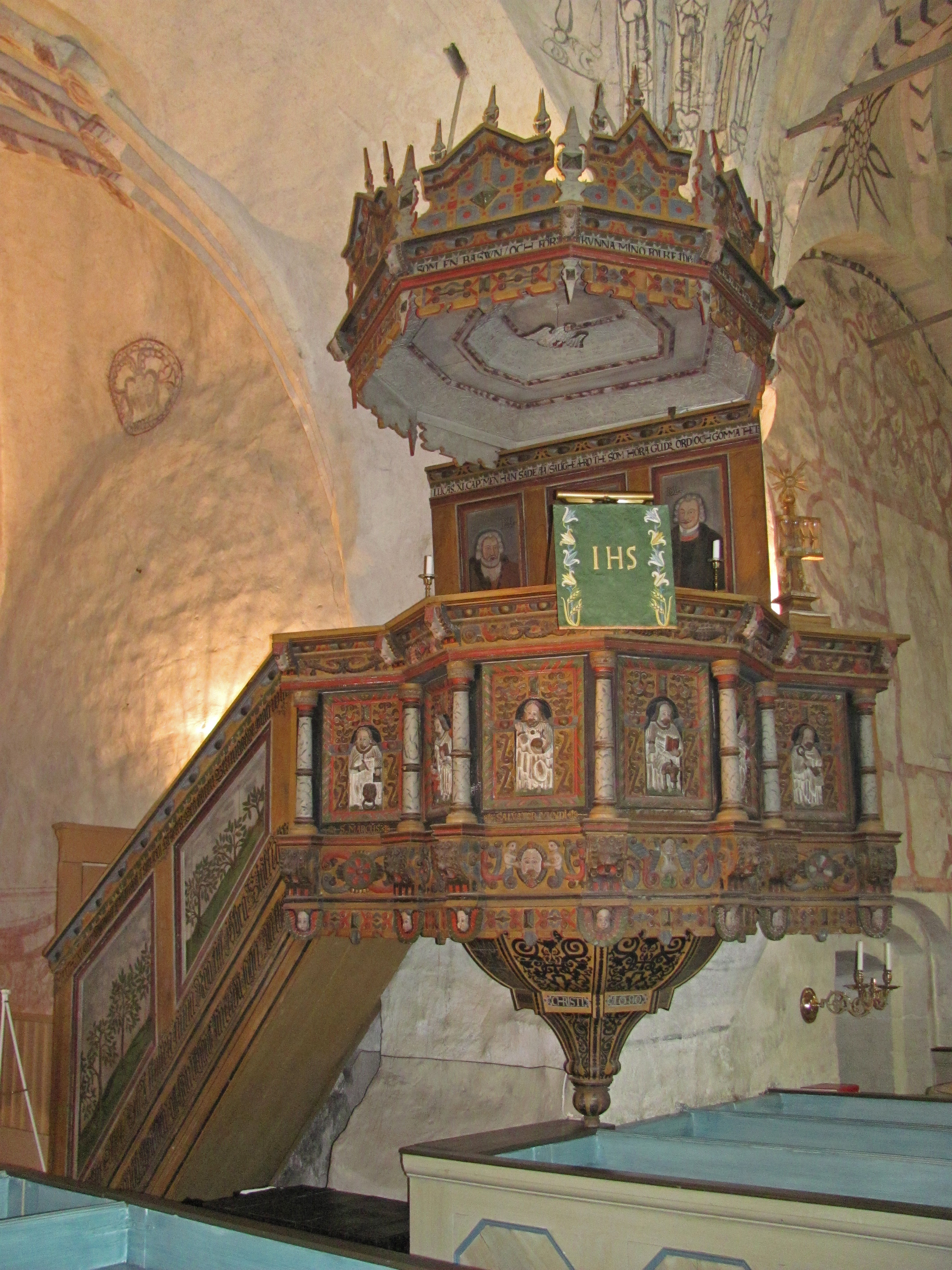
Predikstolen
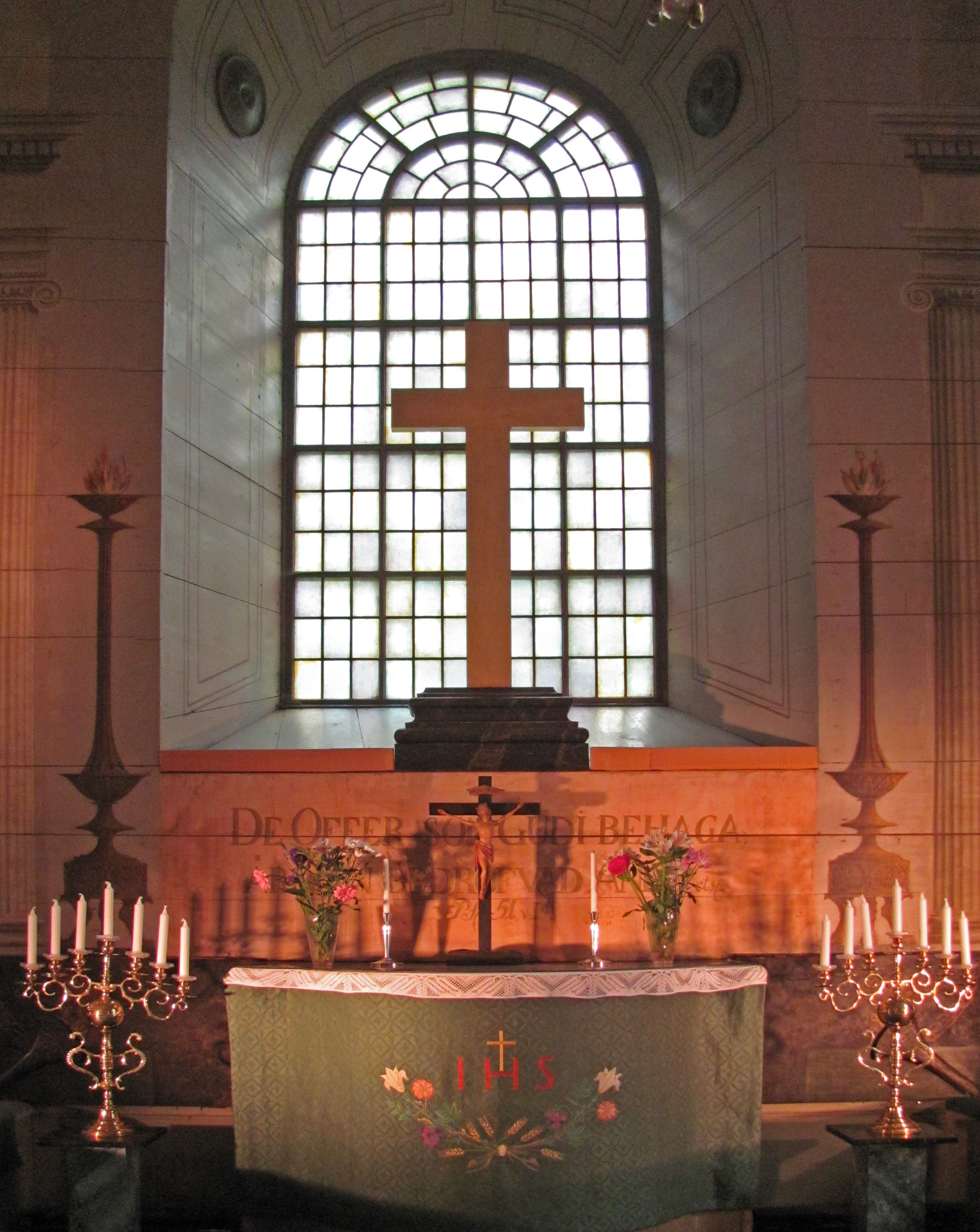
Altaret
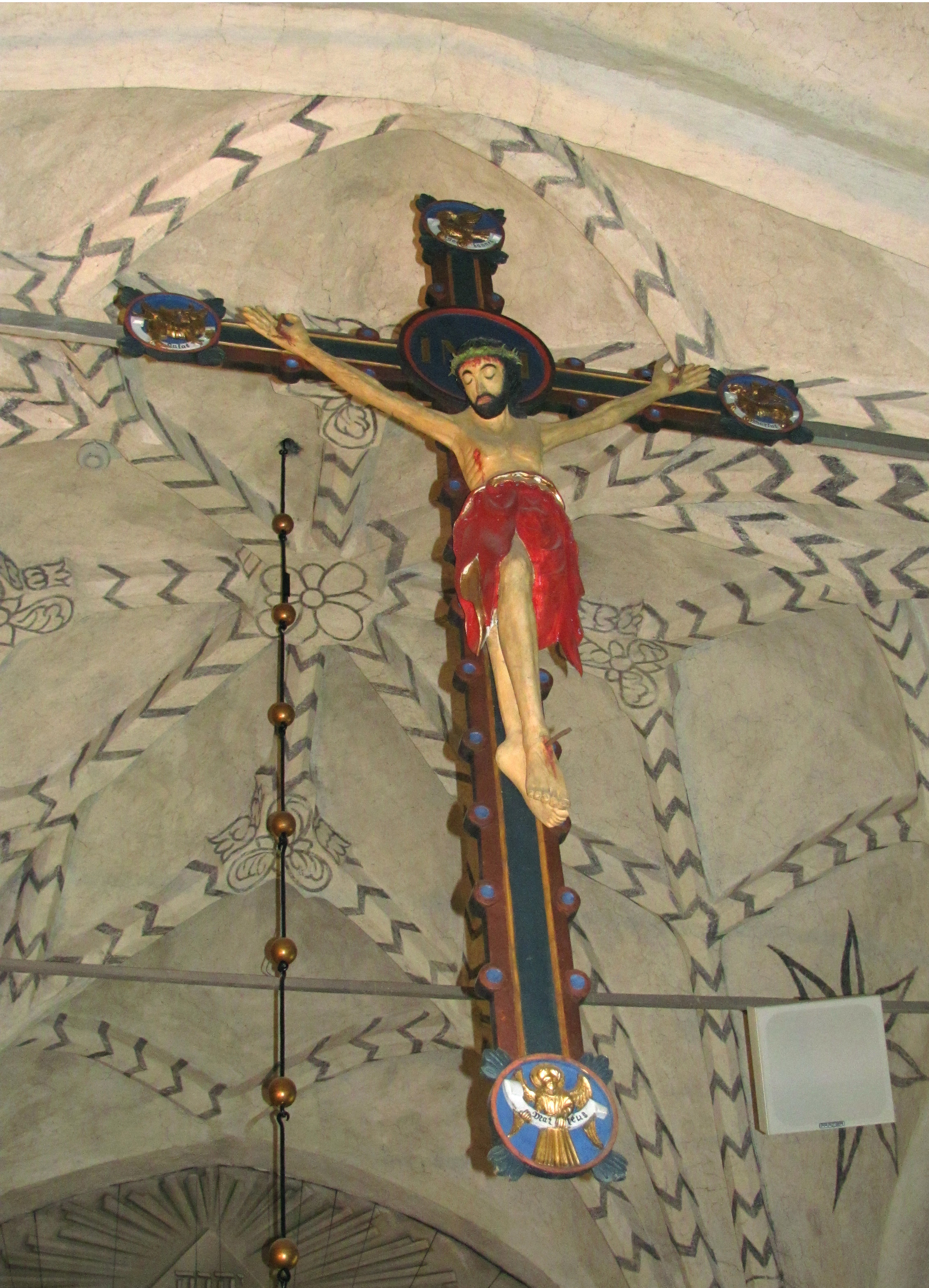
Krucifix

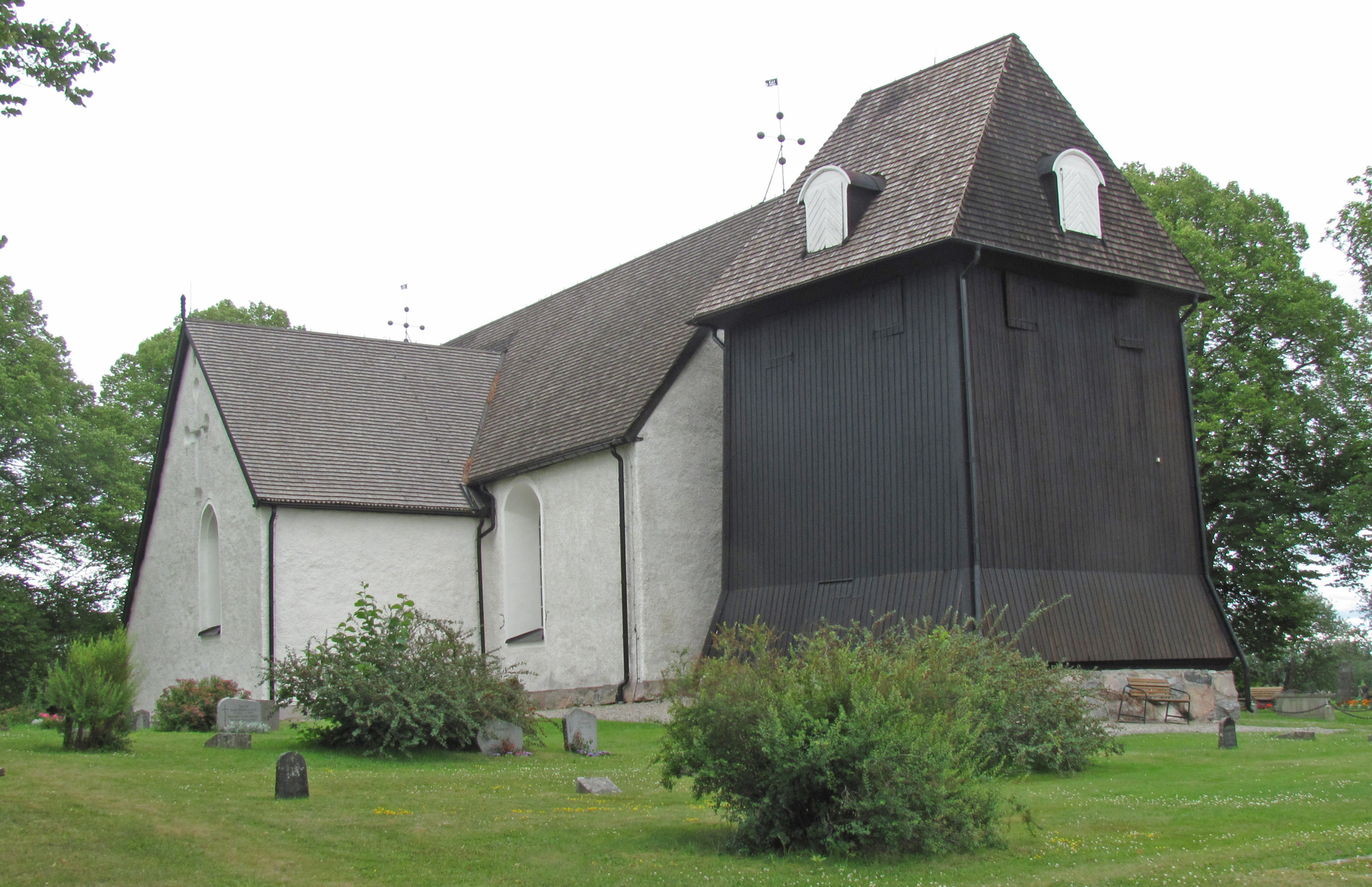
Säby kyrka från nordväst
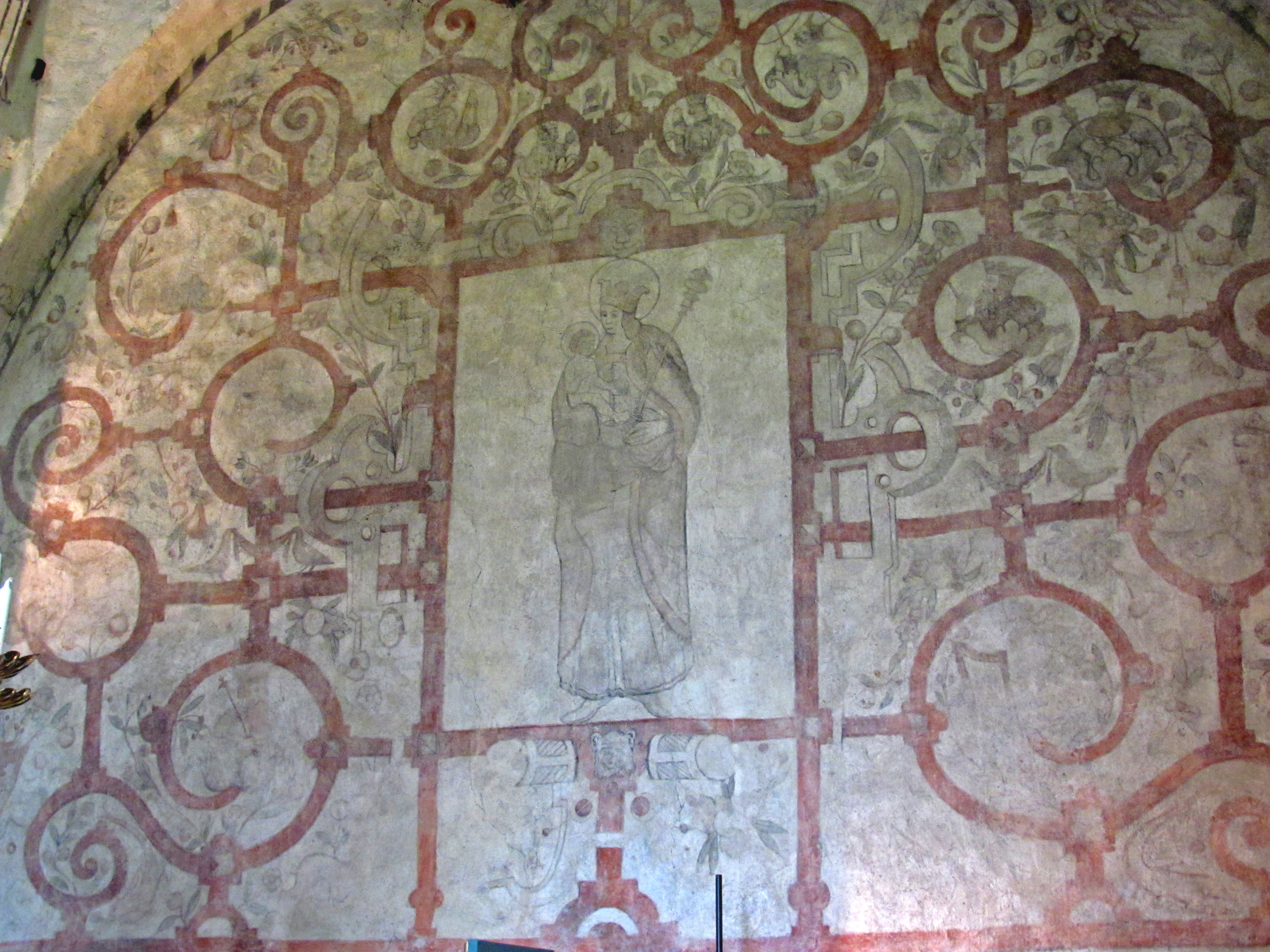
Väggmålning
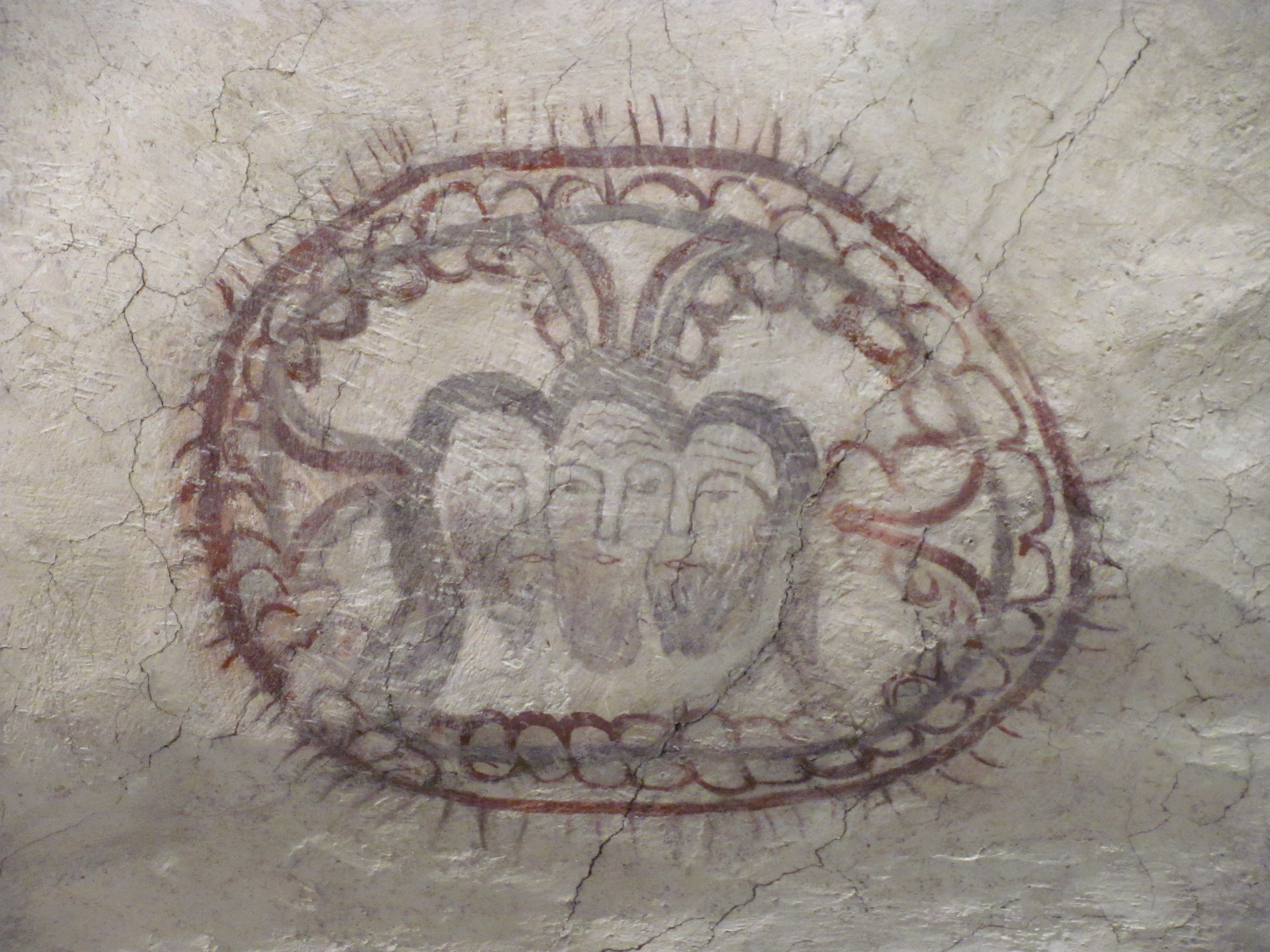
Väggmålning
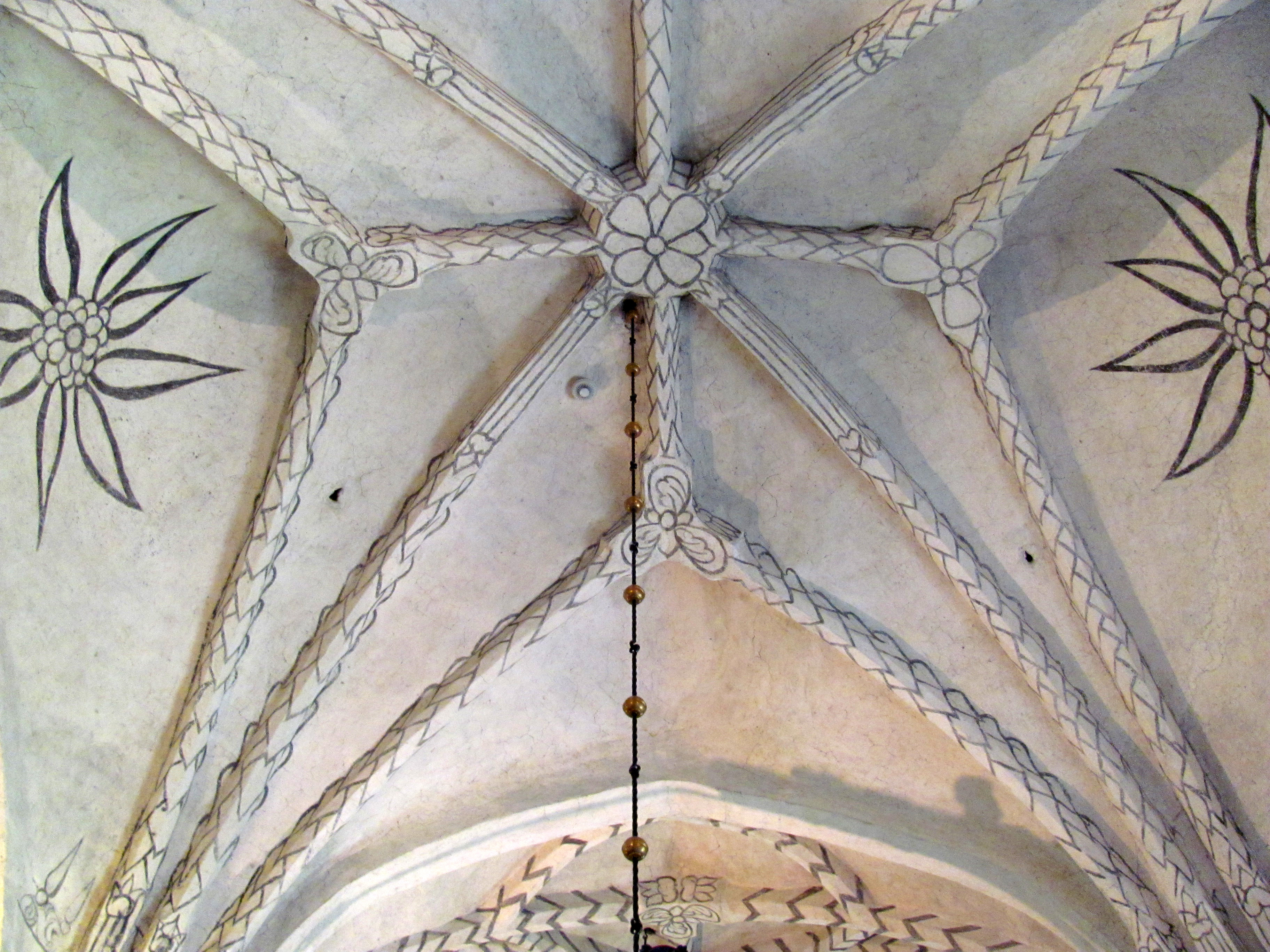
Takmålning
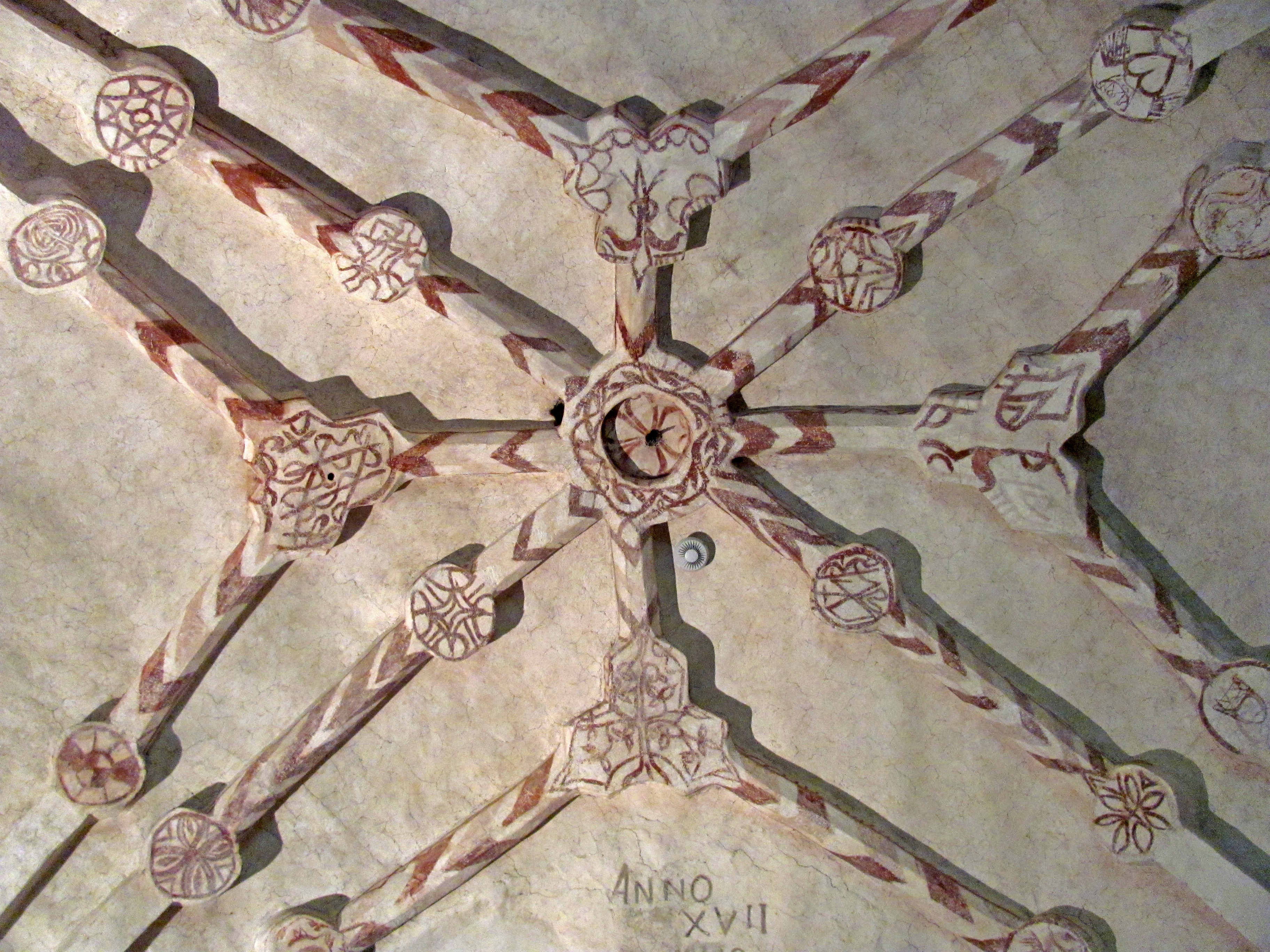
Takmålning
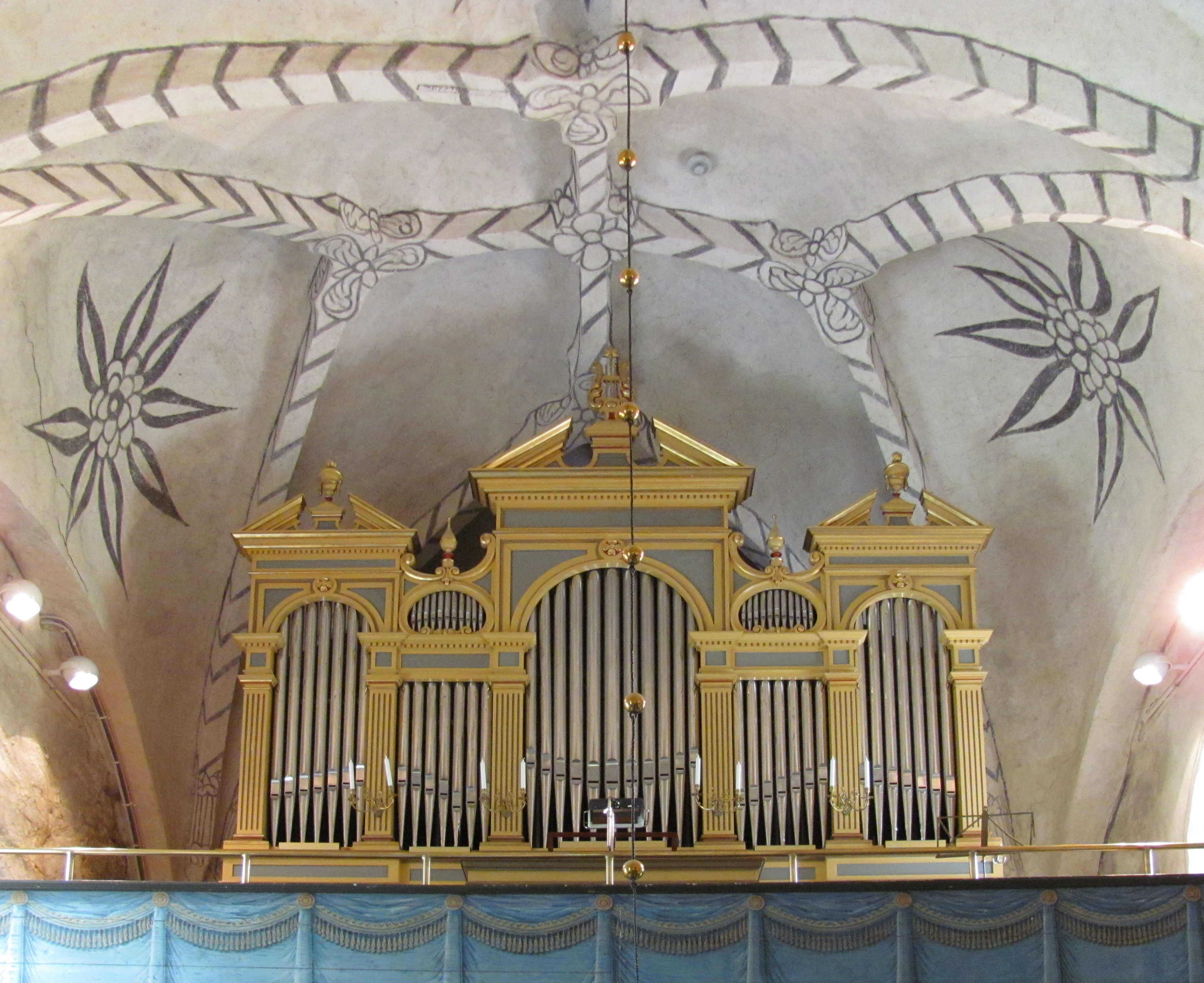
Orgeln
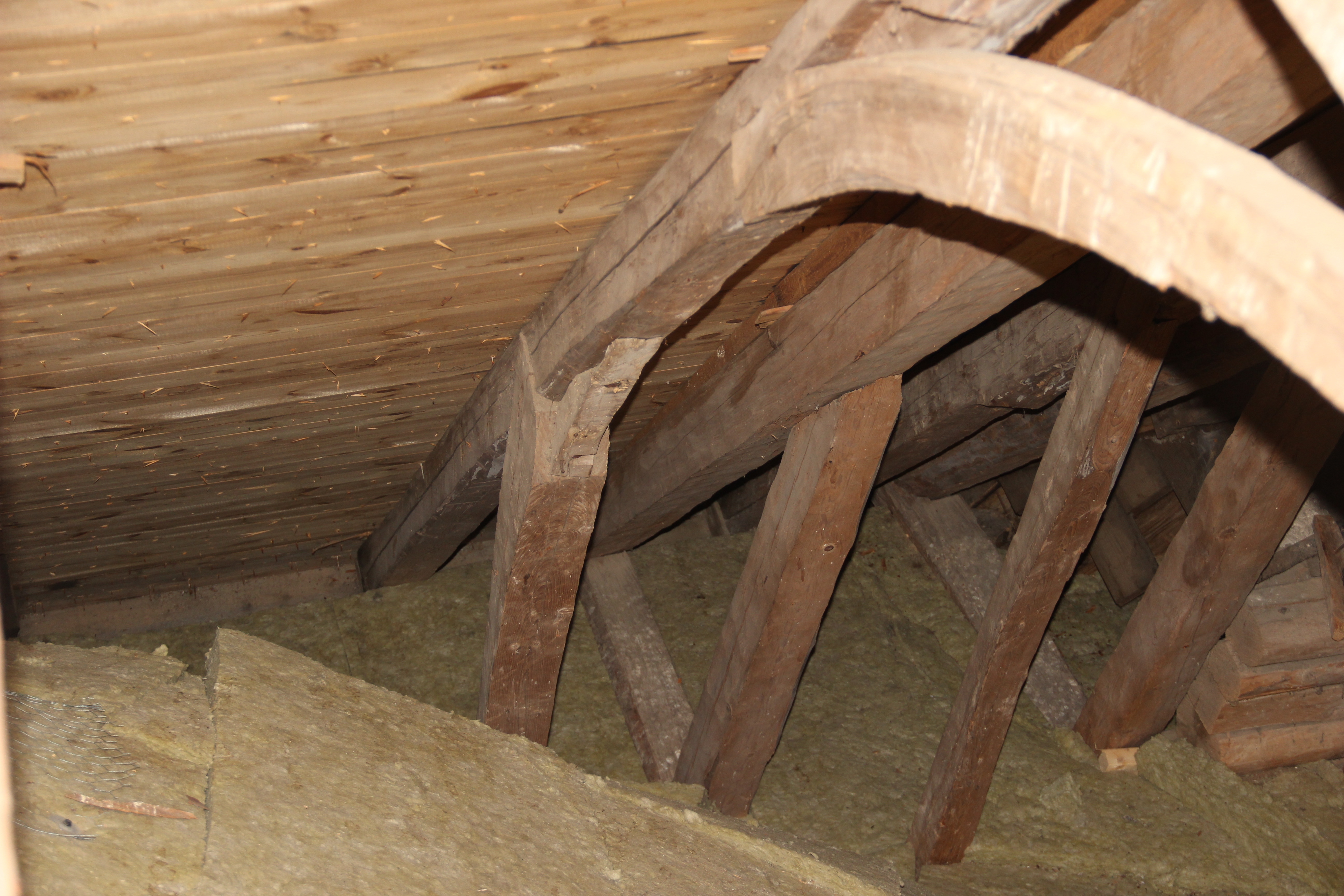
Del av medeltida takstol

### Webbkällor
- Kolbäck-Säby församling
- byggnadspresentation

### Fotnoter
1. ↑  ”Bebyggelseregistret (BeBR) - Riksantikvarieämbetet”. www.bebyggelseregistret.raa.se. http://www.bebyggelseregistret.raa.se/bbr2/byggnad/visaHistorik.raa?byggnadId=21400000609050&page=historik&visaHistorik=true. Läst 11 oktober 2017.
2. ↑  Tore Johansson, red (1990). Inventarium över svenska orglar: 1990:I, Västerås stift; Karlstads stift. Tostared: Förlag Svenska orglar. Libris 4108784